# 港口 (屏東縣)
港口，是台灣屏東縣滿州鄉的一個傳統地域名稱，位於該鄉南部東側。相較於今日行政區，其範圍大致與港口村相近。
本地區境內主要聚落為港口、吧龜角（橋頭）、公館、茶山。

## 歷史
台灣日治初期，港口地區為一街庄，稱為「港口庄」（舊制街庄），隸屬於安定里。該庄昔日西邊及北邊西段與射麻裡庄為鄰，北邊中至東段及東邊北段與豬朥束庄為鄰，東邊南段臨太平洋，東南邊、南邊及西南邊為鵝鑾鼻庄。
1901年（日治明治三十四年）11月11日，全台廢縣廳改設二十廳，該庄隸屬於恆春廳。1904年（明治三十七年）5月1日，該庄編入「射麻裡區」，隸屬於恆春廳。1909年（明治四十二年）10月25日，全台合併二十廳為十二廳，射麻裡區改隸屬於阿緱廳。1920年（大正九年）10月1日，全台地方制度大改正，廢十二廳改設五州二廳，該庄改制為「港口」大字，隸屬於高雄州恆春郡滿州庄（新制街庄）。
戰後滿州庄改制為滿州鄉，隸屬於高雄縣，大字亦改制為村。1950年（民國39年）10月1日，高、屏分治，滿州鄉改隸屬於屏東縣。
相較於今日行政區，本地區的範圍大致與港口村相近。

## 聚落
本地區發展較早的聚落為港口、吧龜角（橋頭），在日治期初期的官方地圖上已有記載。此外，本地區尚有公館、茶山等聚落。

## 交通
省道台26線是楓港至達仁的幹道，路線呈U字形，目前並未全線通車，其主要通車路段（楓港至港口）的東側端點（終點）位於本地區東部、茶山聚落旁的縣道200甲線終點路口。由此西行（大方向，當地先向南行）可前往恆春鎮、車城鄉、枋山鄉，並止於楓港地區的省道台9線路口。
縣道200甲線是新庄至港口的道路，其東南側端點（終點）位於本地區東部、茶山聚落旁的省道台26線楓港至港口路段終點路口。由此向西北經本地區公館、港口、橋頭聚落後，可前往射麻裡地區，並止於新社仔聚落的縣道200號路口。